# Диаграмма O−C

Диаграмма O−C для двух переменных звёзд в скоплении M 5

Диаграмма O−C в самом широком смысле — диаграмма, демонстрирующая зависимость расхождения во времени наблюдаемого момента какого-либо события и ожидаемого. Диаграмма O−C используется как инструмент изучения периодических процессов в астрономии: при изучении переменных звёзд или в небесной механике.

## Описание
Название диаграммы происходит от английских слов Observed и Calculated, которые означают, соответственно, «наблюдалось» и «вычислено». Соответственно, величина {\displaystyle O-C} является разностью наблюдаемого времени какого-либо периодического события и вычисленного заранее определённым образом. Диаграмма зависимости этой величины от времени и называется диаграммой O−C. Такая диаграмма используется для анализа периодических процессов в астрономии: при изучении переменных звёзд или в небесной механике.
Например, для переменных звёзд со строго периодическими изменениями блеска времена достижения максимума или минимума могут вычисляться по формуле {\textstyle T_{E}=T_{0}+PE}. Здесь {\displaystyle P} — период переменности, {\displaystyle T_{0}} — эпоха произвольного максимума или минимума, а {\displaystyle E} — количество полных периодов, прошедших с момента {\displaystyle T_{0}}. Тогда, если {\displaystyle T_{0}} и {\displaystyle P} определены правильно и {\displaystyle P} не меняется, то наблюдаемый и вычисляемый момент всегда будут совпадать, и {\displaystyle O-C} всегда будет равно нулю, а если {\displaystyle P} определено неверно, то {\displaystyle O-C} будет возрастать линейно, на величину ошибки с каждым максимумом. Если же, например, период изменений блеска равномерно возрастает, то точки на диаграмме будут образовывать параболу: с каждым максимумом {\displaystyle O-C} будет увеличиваться на всё большую величину. Различный характер изменения периода будет приводить к разному виду диаграммы.